# Mousab ibn Oumayr
Moussab ben Omar ou Musab ben Umayr surnommé al-Badrī est un compagnon du prophète de l'islam, Mahomet. Il est mort au combat lors de la bataille de Uhud, près de Médine, alors qu'il était le porteur d’étendard choisi par Mahomet.
Mus'ab ibn Umair est né dans la branche Banū 'Abd al-Dār de la tribu Quraish. Son année de naissance exacte n'est pas connue; on pense qu'il est né entre 594 et 598 CE puisqu'il était très jeune lorsqu'il a embrassé l'islam en 614.Mus'ab était le fils d'Umayr ibn Hashim et de Khunas bint Malik, et ses parents étaient riches. Même en tant que jeune homme, il a été autorisé à assister aux réunions des dignitaires de Quraysh.
Issu d'une riche famille de Quraych et particulièrement attrayant physiquement, il s'était converti à l'islam en 614 alors que les persécutions qui visaient les musulmans à La Mecque étaient à leur paroxysme. Quelques années plus tard, il fut envoyé par Mahomet en ambassade à Médine pour y enseigner l'islam, en faisant ainsi le premier prédicateur de l'Islam. Cette mission fut une réussite, puisque 70 familles médinoises se convertirent à l'islam, ce qui a permis de préparer l’émigration des premiers musulmans mecquois vers Médine.